# Evald Tipner
Evald „Evi“ Tipner (* 28. Februarjul. / 13. März 1906greg. in Reval, Gouvernement Estland; † 18. Juli 1947 in Tallinn, Estnische SSR) war ein estnischer Fußball-, Eishockey- und Bandyspieler sowie Leichtathlet. Er absolvierte für die estnische Fußballnationalmannschaft vor dem Zweiten Weltkrieg 66 Länderspiele und nahm mit ihr an den Olympischen Sommerspielen 1924 in Paris teil. Er führte das Team vierzig Mal als Mannschaftskapitän auf das Spielfeld und war mit 66 Einsätzen für lange Zeit Rekordspieler. Er bestritt außerdem Länderspiele für die Eishockey- und Bandynationalmannschaft. Der estnische Fußballpokalwettbewerb (Eesti Karikas) ist seit 2012 nach Evald Tipner benannt.

## Karriere
Evald Tipner spielte etwa seit 1919 aktiv Fußball. Unter der Leitung von Heinrich Paal spielte er später am Gymnasium. Ab 1921 spielte er drei Jahre in den Jugendmannschaften des SK Tallinna Sport. Von 1924 bis 1940 spielte er sechzehn Jahre lang für die erste Fußballmannschaft des Sportvereins, mit der er siebenmal Estnischer Meister und einmal Pokalsieger wurde. Tipner, der sowohl als Torhüter als auch im Sturm zum Einsatz kam, absolvierte für den Verein 112 Ligaspiele und erzielte 18 Tore. Mit der estnischen Fußballnationalmannschaft nahm er an den Olympischen Sommerspielen 1924 in Paris teil, kam dort allerdings nicht zum Einsatz. Mit der Nationalmannschaft nahm Tipner neunmal am Baltic Cup teil. Dabei konnte er dreimal den Titel gewinnen. Er war neben Karl-Rudolf Sillak der einzige estnische Spieler dem dies gelang. 1926 wurde er Zweiter bei den estnischen Leichtathletikmeisterschaften im Dreisprung, ein Jahr später Dritter.

## Tod
Evald Tipner starb 1947 im Alter von 41 Jahren. Er wurde auf dem Waldfriedhof von Tallinn begraben.

## Erfolge
im Fußball: 
- Baltic Cup (3): 1929, 1931, 1938
- Estnischer Meister (7): 1924, 1925, 1927, 1929, 1931, 1932, 1933
- Estnischer Pokalsieger (1): 1938